# Tierra Grande, Texas
Tierra Grande là một nơi ấn định cho điều tra dân số (CDP) thuộc quận Nueces, tiểu bang Texas, Hoa Kỳ. Năm 2010, dân số của nơi này là 403 người.

## Dân số
- Dân số năm 2000: 362 người.
- Dân số năm 2010: 403 người.